# Ieng Sary
Ieng Sary (ur. 24 października 1925 w Lương Hòa, Trà Vinh, zm. 14 marca 2013 w Phnom Penh) – kambodżański polityk, wicepremier i minister spraw zagranicznych w Demokratycznej Kampuczy.
Skończył Liceum Sisowath w Phnom Penh, a następnie uzyskał stypendium w Instytucie Nauk Politycznych w Paryżu, gdzie w 1951 wstąpił do francuskiej partii komunistycznej. Uważa się, że był założycielem Koła Marksistowskiego Studentów Khmerskich w Paryżu. Po powrocie do Kambodży w 1957 pracował jako nauczyciel w Liceum Sisowath. Przypuszcza się, że do Czerwonych Khmerów dołączył w 1963.
Gdy Czerwoni Khmerzy przejęli władzę w 1975 został wicepremierem i ministrem spraw zagranicznych. Jego żona Ieng Thirith (panieńskie: Khieu Thirith) pełniła w tym rządzie funkcję ministra spraw socjalnych.
Po upadku reżimu uciekł do Tajlandii i został zaocznie skazany na karę śmierci przez Ludowy Trybunał Rewolucyjny w Phnom Pehn. Kontynuował swoje zaangażowanie w działalność rządu khmerskiego na uchodźstwie. Oficjalnie odciął się od Czerwonych Khmerów w sierpniu 1996 w zamian za akt łaski udzielony przez króla Norodoma Sihanouka. Zajął się wtedy eksploatacją kamieni szlachetnych i drewna egzotycznego w okolicach miasta Pailin, dorabiając się wielomilionowego majątku.
Aresztowany 12 listopada 2007 na podstawie nakazu wydanego przez Nadzwyczajną Izbę Sądu Kambodży pod zarzutem złamania Konwencji Genewskiej z 1949 r. oraz zbrodni ludobójstwa. Wstępne przesłuchanie odbyło się 27–30 czerwca 2011, proces rozpoczął się 21 listopada 2011, lecz przerwała go śmierć oskarżonego.